# Szabóky Alajos (statisztikus)
Budai Szabóky Alajos (Budapest, 1873. szeptember 15. – Budapest, 1931. január 7.) államtitkár, közgazdász, országgyűlési képviselő.

## Élete és munkássága
Budai Szabóky Alajos és Kartschocke Katalin fia, négy testvére volt: János, Lajos, Ernő, Rikárd. Részt vett a Népszövetség jóvoltából megvalósított szanálásban, továbbá a Horthy-rendszer pénzügyi stabilizálásában. Pályáját a KSH-ban kezdte, főként külkereskedelmi statisztikával foglalkozott, 1917-ben lett az intézet aligazgatója. 1920-ban igazgatóvá nevezték ki, majd négy év múlva államtitkár lett a pénzügyminisztériumban, ahol több osztályt is vezetett, így a költségvetési, hitel-, valuta- és vámpolitikai osztályokat. Ugyancsak 1924-ben lett az MNB, továbbá az Országos Központi Hitelszövetkezet kormánybiztosa, majd 1927-ben az Egységes Párt színeiben indult a választásokon, s beválasztották az országgyűlésbe.

## Műve
- Az 1924/25 – 1928/29-es költségvetési évek beruházásairól (Bp., 1929)